# رولاند جي. غرين
رولاند جي. غرين (بالإنجليزية: Roland J. Green)‏ (2 سبتمبر 1944، برادفورد في الولايات المتحدة)؛ روائي أمريكي. درس في جامعة شيكاغو.